# Bang Pa-in
Bang Pa-in (Thai: เทศบาลตำบลบางปะอิน) ist eine Thesaban Tambon (เทศบาลตำบล – „Kleinstadt“) im Amphoe („Landkreis“) Bang Pa-in der Provinz Ayutthaya („Provinz Phra Nakhon Si Ayutthaya“). Die Provinz Ayutthaya liegt in der Zentralregion von Thailand.

## Lage
Bang Pa-in liegt etwa 50 Kilometer nördlich der Hauptstadt Bangkok, etwas südlich der Stadt Ayutthaya. Der Mae Nam Chao Phraya (Chao-Phraya-Fluss) fließt von Nord nach Süd mitten durch den Landkreis. Sehr reizvoll auf einer Insel im Fluss liegt der königliche Sommerpalast Bang Pa-in.

## Wirtschaft und Bedeutung
Bang Pa-in hat sich auf den modernen Massentourismus eingerichtet. Auch die Bevölkerung von Bangkok nimmt die Insel am Wochenende gerne als Ausflugsziel.

## Geschichte
Der König Prasat Thong wurde hier geboren, er ließ hier auch einen buddhistischen Tempel (Wat) und am Ufer eines kleinen Sees ein kleines Schloss errichten, die den Königen von Ayutthaya als Sommerresidenz diente. Die Anlagen wurden seit der Vernichtung von Ayutthaya im Jahr 1767 nicht mehr genutzt und verfielen. Erst König Mongkut (Rama IV.) entdeckte den Platz wieder und ließ einen neuen Palast bauen.
König Chulalongkorn (Rama V., reg. 1868–1910) nutzte die Sommerresidenz ebenfalls. In der Anlage befindet sich ein Denkmal zu Ehren Königin Sunandha Kumariratana die 1880er Jahre in der Nonthaburi Provinz am Wat Goo (früherer Name Wat Lang Suan) während eines Bootsausflugs mit ihrer Tochter über Bord gerissen wurde. Königin Sunandha Kumariratana war zu dieser Zeit im 5 Monat schwanger. Beide ertranken, weil niemand zu Hilfe kommen konnte, denn es galt noch das jahrhundertealte Berührungsverbot von Angehörigen der königlichen Familie durch Untertanen. König Chulalongkorn hob kurze Zeit später dieses Tabu offiziell auf.

## Sehenswürdigkeiten

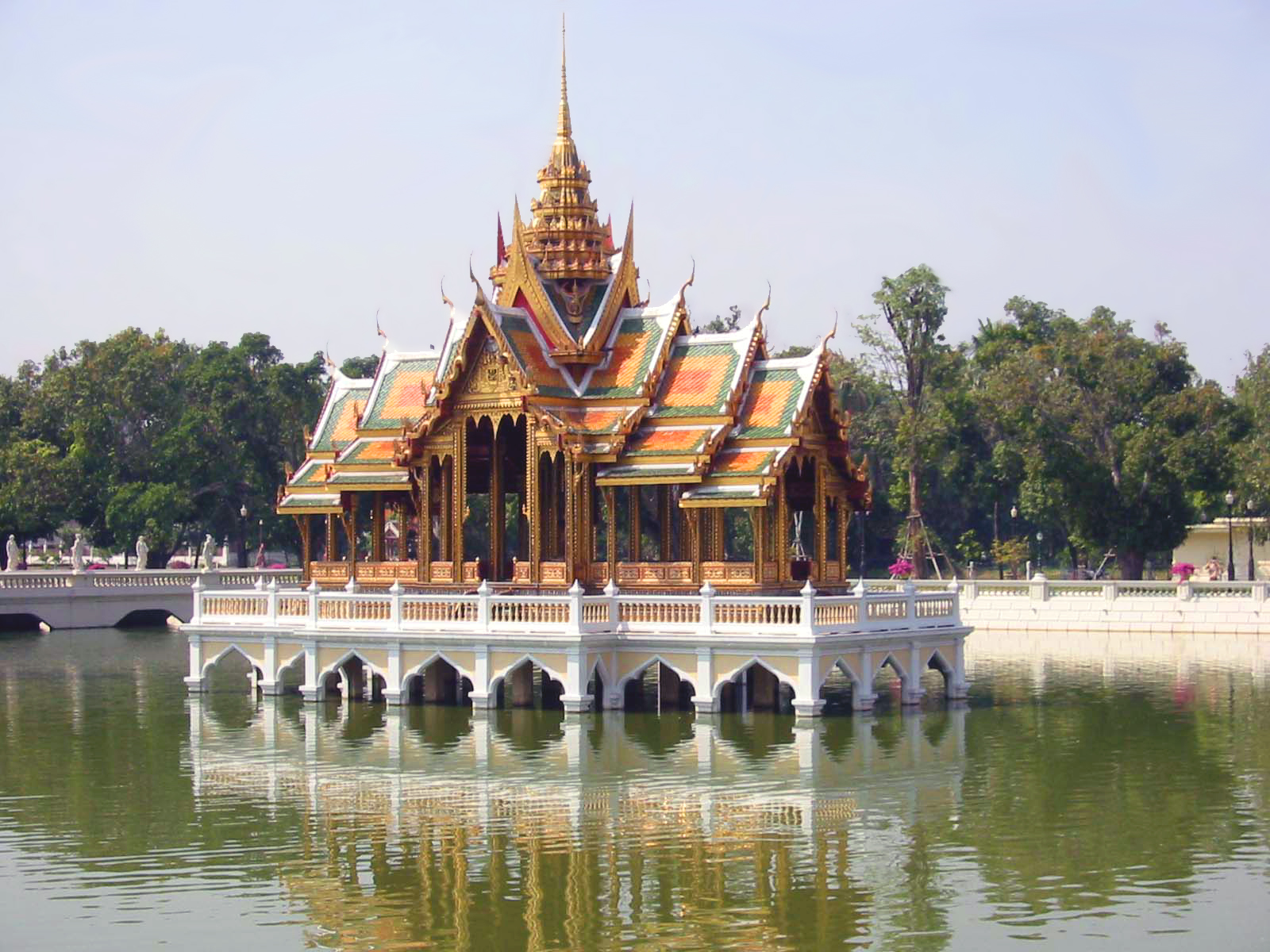
Phra Thinang Aisawan Thippayat

- Sommerpalast Bang Pa-in (พระราชวังบางปะอิน) – ein weiter Palastkomplex, den König Prasat Thong (1629–1656) 1632 auf der Insel Bang Pa-in errichtete, die von einer Stromschleife des Mae Nam Chao Phraya gebildet wird. Bis zum Fall von Ayutthaya 1767 diente der Palast allen siamesischen Königen als Sommerresidenz. Dann lag er 80 Jahre unbenutzt und wurde erst unter König Mongkut wieder freigelegt. Der Komplex ist von einer hohen Mauer umgeben und öffnet sich durch mehrere monumentale Turmbauten; mit schönen Palästen, Pavillons, Statuen und einem königlichen Observatorium, das König Mongkut (Rama IV.) nutzte. Die Anlage ist in einen äußeren und einen inneren Bereich gegliedert. Der äußere Bereich war bereits früher frei zugänglich, während der innere Bereich der königlichen Familie vorbehalten blieb. Die meisten der heute zugänglichen Bauten stammen aus den Jahren 1872 bis 1889 und wurden von König Chulalongkorn (Rama V.) erbaut. Die Anlage umfasst:

- Äußerer Bereich
  - Saphakhan Ratchaprayun (สภาคารราชประยูร) – 1879 im Kolonialstil errichtetes Gebäude, das früher von den Brüdern Chulalongkorns und deren Angehörigen genutzt wurde.
  - Wat Chumphon Nikayaram – der einzige aus der Zeit Prasat Thongs erhalten gebliebene Bau mit zwei Chedis
  - Phra Thinang Aisawan Thippayat (พระที่นั่งไอศวรรย์ทิพยอาสน์) – in siamesischem Stil 1876 errichtete Kopie des Phra Thinang Amphon Phimok Prasat-Pavillons in Bangkok; hier steht der Pavillon vollständig im Wasser des Chao Phraya; König Vajiravudh (Rama VI.) ließ hier später eine lebensgroße Bronzestatue seines Vaters aufstellen.
  - Phra Thinang Warophat Piman (พระที่นั่งวโรภาษพิมาน) – Pavillon neueren Datums an der Stelle, an der König Mongkut einen Pavillon mit zwei Etagen errichten ließ; das heutige Gebäude ist ein 1876 fertiggestelltes neo-klassizistisches Gebäude und dient Zeremonien und Staatsempfängen. 1888 kam noch eine Gemäldegalerie dazu.
  - Hor Hem Monthian Thewarat (หอเหมมณเฑียรเทวราช) – 1880 errichteter Schrein im Khmer-Stil, der an König Prasat Thong erinnert.

- Innerer Bereich
  - Hor Withun Thatsana (หอวิฑูรทัศนา) – 1881 unter Chulalongkorn errichteter Aussichtsturm, dessen Anlage an einen Leuchtturm erinnert; man hat von hier aus einen guten Überblick über die Palastanlage und das Umland von Bang Pa-in.
  - Phra Thinang Uthayan Phumisathian (พระที่นั่งอุทยานภูมิเสถียร) – ein 1877 errichtetes Gebäude im Stil eines Schweizer Chalets, das früher als Wohnsitz bei Hochwasser diente und 1938 fast völlig ausbrannte; lange waren nur die Ziegelfundamente zu sehen, bis Königin Sirikit 1996 das Bauwerk originalgetreu wiedererrichten ließ.
  - Phra Thinang Wehat Chamrun („Himmlisches Licht“, พระที่นั่งเวหาศน์จำรูญ) – zweistöckiger Palast in chinesischem Stil, der König Chulalongkorn 1889 von chinesischen Kaufleuten geschenkt wurde; er wurde während der kühlen Jahreszeit und in der Regenzeit genutzt. Das Baumaterial wurde aus China importiert.
  - Phra Tamnak Fai Nai (พระตำหนักฝ่ายใน) – Wohnbereich der Palastdamen, von dem heute nur wenig übrig geblieben ist.

## Impressionen aus dem Sommerpalast

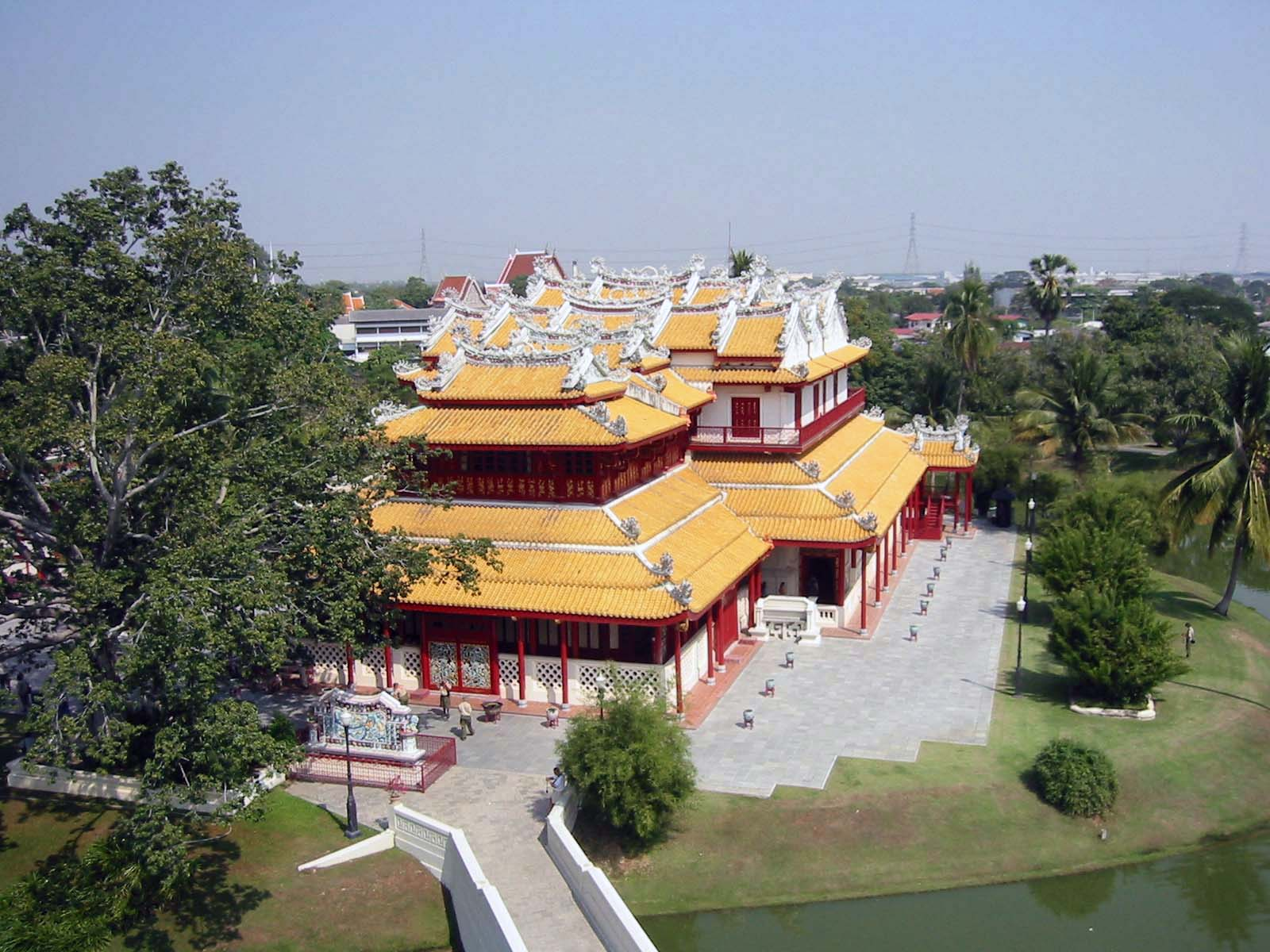
Phra Thinang Wehat Chamrun
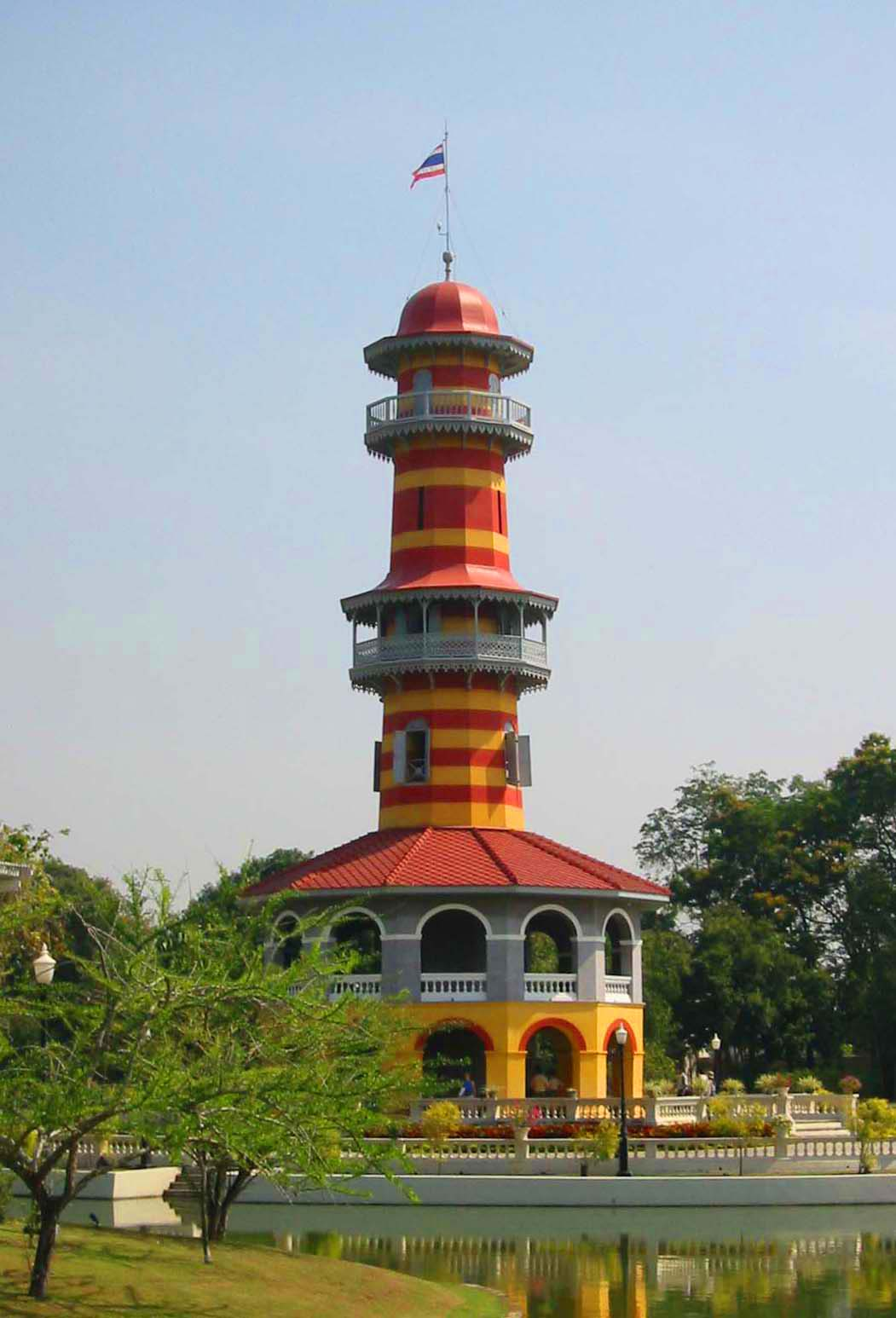
Aussichtsturm
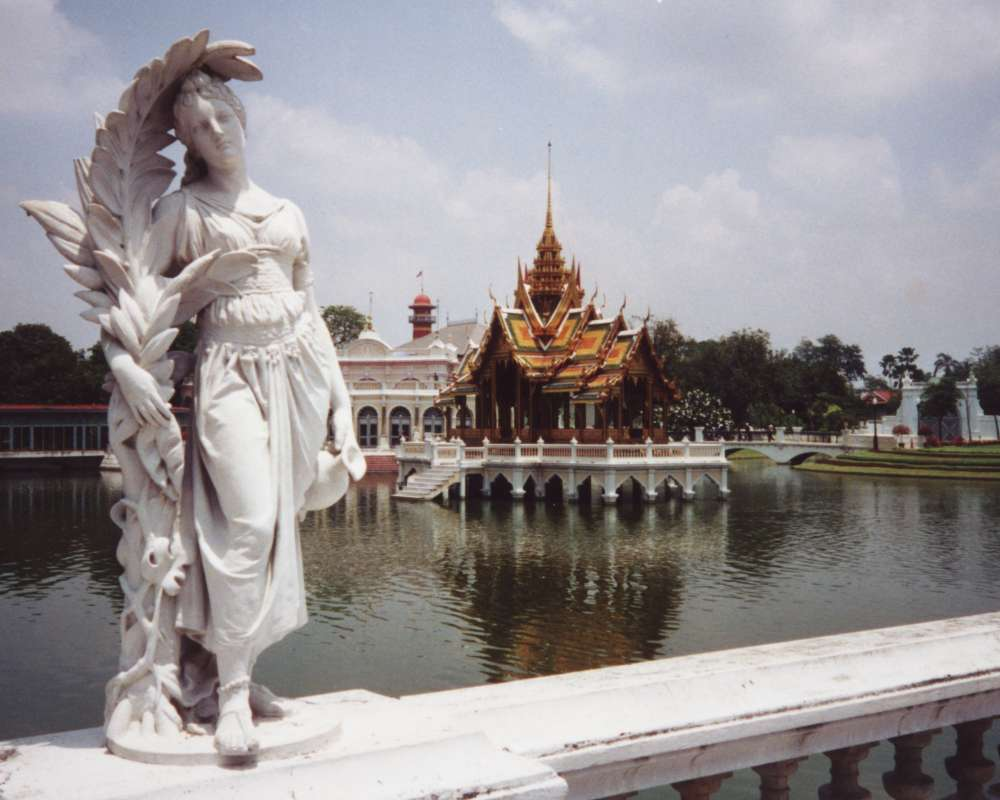
Aisawan-Thippayat-Pavillon
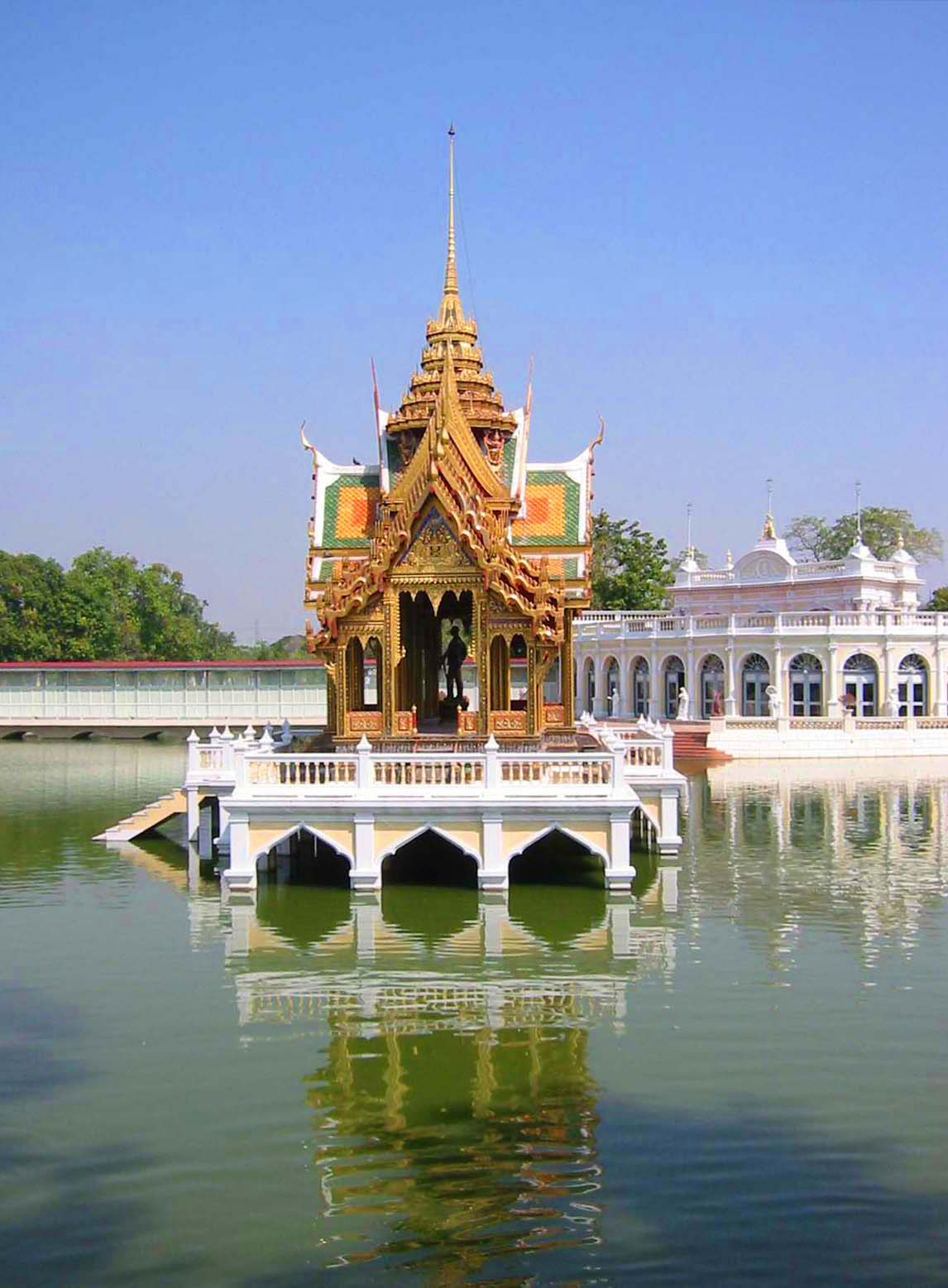
Aisawan-Thippayat-Pavillon